# Huangshi
För andra betydelser, se Huangshi (olika betydelser).
Huangshi, tidigare romaniserat Hwangshih, är en stad på prefekturnivå i Hubei-provinsen i centrala Kina. Den ligger omkring 100 kilometer sydost om provinshuvudstaden Wuhan.

## Administrativ indelning
Huangshi indelas i fyra stadsdistrikt, en stad på häradsnivå och ett härad:
- Stadsdistriktet Huangshigang (黄石港区, Huángshígǎng qū);
- Stadsdistriktet Tieshan (铁山区, Tiěshān qū);
- Stadsdistriktet Xialu (下陆区, Xiàlù qū);
- Stadsdistriktet Xisaishan (西塞山区, Xīsàishān qū);
- Staden Daye (大冶市, Dàyě shì);
- Häradet Yangxin (阳新县, Yángxīn xiàn).

## Klimat
Genomsnittlig årsnederbörd är 2 084 millimeter. Den regnigaste månaden är maj, med i genomsnitt 332 mm nederbörd, och den torraste är januari, med 56 mm nederbörd.